# الأسطورة الشعبية عن مصادفات لينكولن-كينيدي
هناك العديد من المصادفات المرتبطة باغتيال الرئيسين الأمريكيين أبراهام لينكولن وجون كينيدي، وقد أصبحت جزءًا من التراث الأمريكي. ظهرت قائمة المصادفات في الصحافة الأمريكية السائدة عام 1964، بعد عام من اغتيال جون كينيدي، بعد أن نُشرت قبل ذلك في نشرة لجنة الكونغرس للحزب الجمهوري. في سبعينيات القرن العشرين، استعرض مارتن غاردنر القائمة في مقال نُشر في مجلة العلوم الأمريكية (أعيد نشره لاحقًا في كتابه الأرقام السحرية للدكتور ماتريكس الصادر عام 1985)، مشيرًا إلى أن العديد من المصادفات المزعومة كانت مبنية على معلومات مضللة. احتوت نسخة غاردنر من القائمة على ١٦ عنصرًا، بينما تداولت العديد من النسخ اللاحقة قوائم أطول بكثير.
أظهر فحص أجراه موقع سنوبس عام 1999 أن «المصادفات المدرجة يسهل تفسيرها على أنها مجرد صدفة». في عام 1992، أجرت لجنة التحقق من الشك مسابقة «المصادفات الرئاسية المخيفة». وجد أحد الفائزين سلسلة من ست عشرة مصادفة متشابهة بين كينيدي والرئيس المكسيكي السابق ألفارو أوبريغون. وقدم فائز آخر قوائم مماثلة لواحد وعشرين زوجًا من رؤساء الولايات المتحدة. على سبيل المثال، هناك ١٣ تشابهًا بين توماس جفرسون وأندرو جاكسون.

## قائمة
فيما يلي قائمة «المصادفات» التي ترتبط عادة بالمؤامرة، وبعضها ليس أقوالًا صحيحة:
- يتألف اسم كل من لينكولن وكينيدي من سبعة أحرف.
- انتُخب الرئيسان لعضوية الكونغرس عام 1946، ثم للرئاسة عام 1960.
- وُلِد كلا القاتلين، جون ويلكس بوث ولي هارفي أوزوالد، عام 1939، كل منهما عُرف باسمه الكامل المكوَّن من ثلاثة أسماء (الاسم الأول، الأوسط، واللقب)، والذي يتكوّن من 15 حرفًا.
- هرب بوث من مسرح وأُلقي القبض عليه في مستودع، بينما هرب أوزوالد من مستودع وأُلقي القبض عليه في مسرح.
- كان القاتلان كلاهما جنوبيين.
- خلف كل منهما رئيسًا يُدعى جونسون، واسمهما الأول مكون من ستة أحرف، وُلدا عام 2008.
- كان كلٌّ من لينكولن وكينيدي مهتمين بشكل خاص بالحقوق المدنية، وقد عبّرا عن آرائهما بقوة.
- أُطلِقَ النار على رأسي الرئيسين يوم جمعة، وبحضور زوجتيهما.
- كان لدى لينكولن سكرتيرة تُدعى كينيدي، نصحته بعدم الذهاب إلى مسرح فورد. كان لدى كينيدي سكرتيرة تُدعى إيفلين لينكولن، وحذرته من الذهاب إلى دالاس.
- قُتِل كل من أوزوالد وبوث قبل محاكمتهما.

## الدقة

### تقارير صحيحة
- لقد انتُخب كلاهما للكونغرس في عام 46: انتُخب لينكولن في عام 1846 من ولاية إلينوي، بينما انتُخب كينيدي في عام 1946 من ولاية ماساتشوستس.[8][9]
- انتخِب كل منهما للرئاسة في عام 60: لينكولن في عام 1860، وكينيدي في عام 1960.[10]
  - اهتم كلاهما بالحقوق المدنية:
  - شعر لينكولن بقوة بضرورة تحرير جميع العبيد، وأصدر إعلان تحرير العبيد، الذي حرر العبيد قانونيًا داخل الكونفدرالية.[11]
- اهتم كينيدي بالمساواة العرقية وكان أول من اقترح قانون الحقوق المدنية لعام 1964.
  - تزوج كلاهما في الثلاثينيات من عمرهما من امرأتين في العشرينيات من عمرهما:
  - تزوج لينكولن في 4 نوفمبر 1842. وُلد في 12 فبراير 1809، وكان عمره 33 عامًا وقت زفافه. وُلدت عروسه، ماري آن تود، في 13 ديسمبر 1818، وكان عمرها 23 عامًا وقت الزفاف.[12]
- تزوج كينيدي في 12 سبتمبر 1953. ولد كينيدي في 29 مايو 1917، وكان عمره 36 عامًا وقت زفافه. وُلدت عروس كينيدي، جاكلين بوفييه، في 28 يوليو 1929، وكان عمرها 24 عامًا وقت الزفاف.
- أُطلِق النار على كليهما يوم الجمعة: أُطلِق النار على لينكولن يوم الجمعة العظيمة، 14 أبريل 1865، وأُطلِق النار على كينيدي يوم الجمعة، 22 نوفمبر 1963.[13]
- أُطلِقَ النار على كليهما في الرأس.[12]
- خلف كل منهما رئيسًا يُدعى جونسون: خلف لينكولن أندرو جونسون، وخلف كينيدي ليندون بي. جونسون.
- كان لدى كليهما عميلان أمنيان يُدعيان ويليام، وقد توفي كل منهما في غضون 48 ساعة من بلوغه سن 75 عامًا و5 أشهر: وُلد الحارس الشخصي للينكولن، ويليام إتش. كروك، في 15 أكتوبر 1839، وتوفي في 13 مارس 1915. وُلد عميل الخدمة السرية لكينيدي، ويليام جرير، في 22 سبتمبر 1909، وتوفي في 23 فبراير 1985.[14]
- خلف كلاهما جنوبيون: كان أندرو جونسون من تينيسي، وكان ليندون بي. جونسون من تكساس.
- وُلِد كلا الوريثين في عام 1908: وُلِد أندرو جونسون في 29 ديسمبر 1808، ووُلِد ليندون بي. جونسون في 27 أغسطس 1908.
- كلا القاتلين، جون ويلكس بوث ولي هارفي أوزوالد، معروفان باسميهما الثلاثي، على الرغم من أن هذا أمر شائع لدى العديد من القتلة سيئي السمعة الذين تغطيهم الصحافة. عادةً ما تقوم الصحافة بذلك لتجنب تشويه سمعة الأشخاص ذوي الأسماء المشابهة (هناك العديد من جون بوث ولي أوزوالد).[15]
- قُتل بوث وأوزوالد قبل محاكمتهما وفي نفس شهر الاغتيال.[16]
  - في 26 أبريل 1865، وبعد رفضه الاستسلام، أُطلق النار على جون ويلكس بوث على يد الرقيب بوسطن كوربيت.
  - في 24 نوفمبر 1963، أثناء توجهه إلى سجن المقاطعة، أُطلق النار على لي هارفي أوزوالد على يد صاحب ملهى ليلي يُدعى جاك روبي.

### افتراضات خاطئة
- على الرغم من أن الرئيس كينيدي كان لديه سكرتير يُدعى لينكولن، لكن لينكولن لم يكن لديه سكرتير يُدعى كينيدي. كان سكرتيرًا لينكولن هما جون جورج نيكولاي وجون إم. هاي.
- هرب بوث من المسرح وأُلقي القبض عليه في مستودع، بينما هرب أوزوالد من مستودع وأُلقي القبض عليه في مسرح:
  - هرب بوث من مسرح فورد حيث أطلق النار على لينكولن، لكنه أُلقي القبض عليه في حظيرة في فرجينيا، وليس في مستودع.
  - هرب أوزوالد من مستودع كتب مدرسة تكساس، وهو مستودع كان يعمل فيه أوزوالد، ومنه أطلق النار على كينيدي. أُلقي القبض على أوزوالد في دار سينما.
- وُلد كلا القاتلين عام 39:
  - وُلِد كلا القاتلين عام 1939: وُلِد أوزوالد عام 1939، بينما وُلِد بوث عام 1838. اغتيل كلا الرئيسين على يد جنوبيين: وُلِد أوزوالد في نيو أورلينز، بينما وُلِد بوث، المتعاطف مع الكونفدرالية/الجنوب، في ماريلاند، إحدى ولايات الاتحاد.[17]

## التحليل
افترض بعض علماء الفلكلور الحضريين أن القائمة أتاحت للناس فهم حدثين مأساويين في التاريخ الأمريكي من خلال البحث عن أنماط. وأشار غاردنر وآخرون إلى سهولة إيجاد أنماط ذات معنى ظاهري تربط بين أي شخصين أو حدثين. وقد طُرحت ظاهرة الاستلاب النفسي -التي تُعرّف بأنها «الميل إلى إدراك النظام في تكوينات عشوائية» - كسبب محتمل لشعبية القوائم المستمرة.
معظم المعلومات المذكورة أعلاه صحيحة، مثل السنة التي انتُخب فيها كل من لينكولن وكينيدي رئيسين، ولكن هذا ليس بالأمر الغريب نظرًا لأن الانتخابات الرئاسية تُجرى كل أربع سنوات فقط. بعض هذه المعلومات غير صحيحة ببساطة: على سبيل المثال، لم يكن لدى لينكولن سكرتير يُدعى كينيدي، بل كان سكرتيراه جون هاي وجون جورج نيكولاي. ومع ذلك، نصح خادم لينكولن، ويليام إتش. كروك، لينكولن بعدم الذهاب إلى مسرح فورد تلك الليلة. يشير ديفيد ميكلسون من سنوبس إلى العديد من الطرق التي لا يتطابق فيها لينكولن وكينيدي، لإظهار الطبيعة السطحية للمصادفات المزعومة: على سبيل المثال، وُلد لينكولن عام 1809 بينما وُلد كينيدي عام 1917. انتُخب كل من لينكولن وكينيدي عام 1960، لكن لينكولن كان بالفعل في ولايته الثانية عندما اغتيل، أما كينيدي فلم يُغتال. أيضًا، لا تتطابق السنوات أو الأشهر أو تواريخ اغتيالهما. على الرغم من أن كليهما أُطلق عليه الرصاص أيام الجمعة، لكن لينكولن لم يمت متأثرًا بجراحه حتى يوم السبت.